# Echinops bannaticus
Echinops bannaticus Rochel ex Schrad. – gatunek rośliny z rodziny astrowatych (Compositae Gis.). Występuje naturalnie w Europie.

## Rozmieszczenie geograficzne
Rośnie naturalnie w Chorwacji, Bośni i Hercegowinie, Czarnogórze, Serbii, Macedonii Północnej, Albanii, Grecji, Bułgarii oraz Rumunii. Rośnie między innymi na terenie macedońskiego Parku Narodowego Galiczicy. Ponadto został naturalizowany w Wielkiej Brytanii i Niemczech. Ma status gatunku zawleczonego w Finlandii, Szwecji, Norwegii, Francji, Belgii oraz Szwajcarii.

## Morfologia

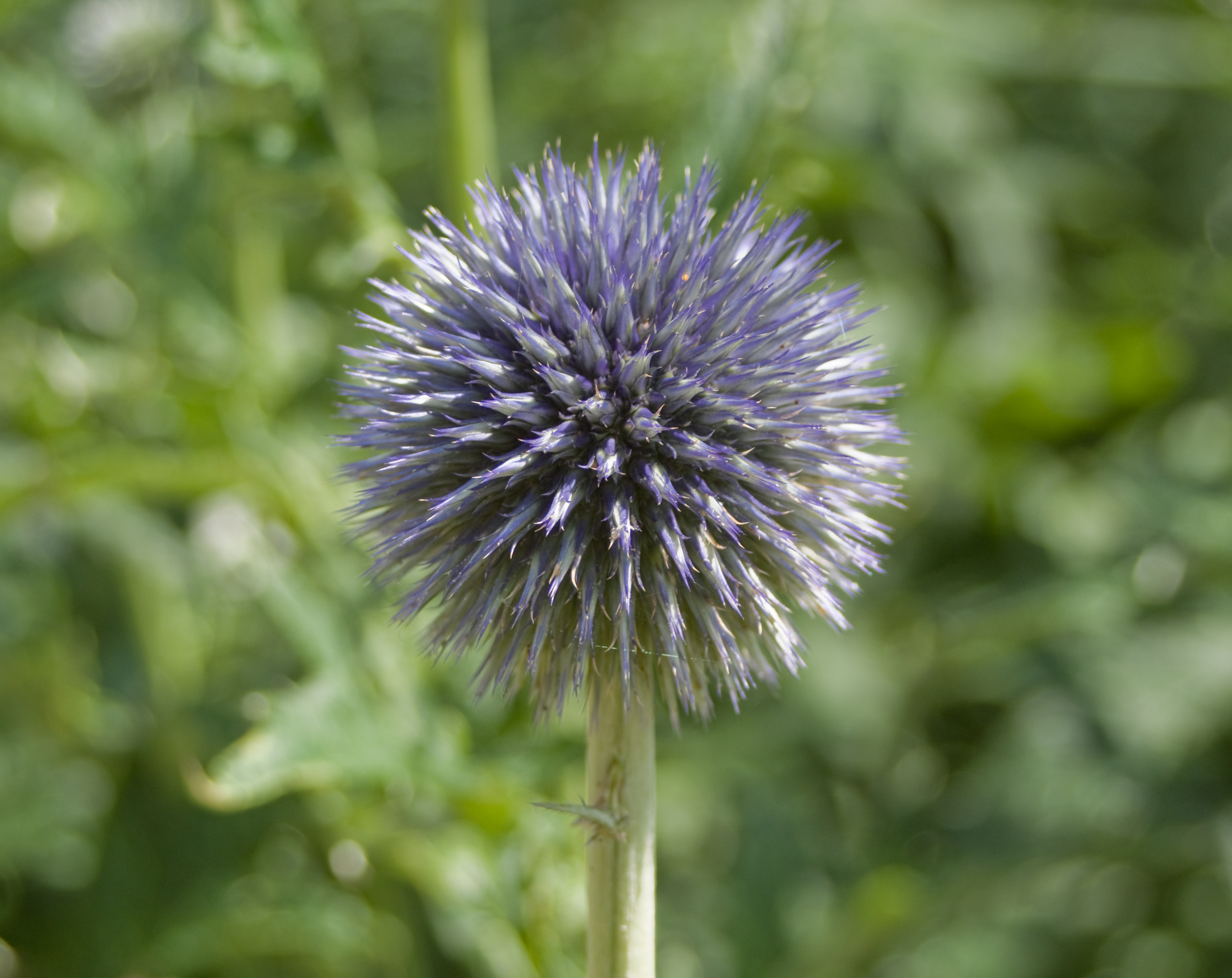
Kwiat

PokrójBylina o wyprostowanej, sztywnej, czasem rozgałęzionej łodydze. Dorasta do 10 (–15) cm wysokości.
LiścieSą kolczaste i głęboko wcięte. Dorastają do 35 cm długości. Z wierzchu mają ciemnozielona barwę, natomiast od spodu są białawe.
KwiatyMają kulisty kształt. Podobne są do kwiatów ostu. Mają szaroniebieską barwę. Dorastają do 5 cm średnicy.

## Biologia i ekologia
Kwitnie latem.

## Zastosowanie
Roślina bywa uprawiana jako roślina ozdobna.
Wyhodowano takie kultywary jak:
- 'Taplow Blue' – łodyga ma liście i jest sztywna. Liście są kłujące. Z wierzchu mają ciemnozielona barwę, natomiast od spodu są białawe. Kwiaty mają kulisty kształt i stalowo-niebieską barwę[8]. Dorastają do 5 cm średnicy. Kwitnie od lipca do sierpnia. Lubi stanowiska w pełnym nasłonecznieniu lub półcieniu. Preferuje gleby ubogie, dobrze przepuszczalne[9].
- 'Blue Glow' – dorasta do 60–90 cm wysokości oraz 38–45 cm szerokości. Liście są srebrno-szare lub niebiesko-zielone. Kwiaty mają niebieską barwę. Kwitną od połowy lata do wczesnej jesieni. Jest odporny na mróz – może rosnąć do 3a strefy mrozoodporności. Dobrze radzi sobie w czasie suszy. Lubi stanowiska w pełnym nasłonecznieniu lub półcieniu. Niektóre części rośliny są trujące w przypadku połknięcia. Czasami w przypadku kontaktu ze skórą może powodować podrażnienie lub reakcje alergiczne[10]. Nadaje się na kwiat cięty[11]. Odmiana ta jest bardzo podobna do E.ritro z liśćmi, które są głęboko wcięte i owłosione[12].